# Poil de Carotte (film, 1925)
Pour les articles homonymes, voir Poil de Carotte (homonymie).
Pour plus de détails, voir Fiche technique et Distribution.
Poil de Carotte est un film français réalisé en 1925 par Julien Duvivier et sorti en 1925.

## Synopsis
La vie malheureuse de François Lepic, alias "Poil de Carotte", ainsi nommé parce qu'avec ses cheveux roux il est différent du reste de la famille, dont il est le benjamin. Détesté par sa mère, il est l'objet des quolibets de son frère et de sa sœur, alors que leur père semble se désintéresser de lui.

## Fiche technique
- Réalisation : Julien Duvivier, assisté d'Henri Lepage
- Adaptation, dialogues : Julien Duvivier
- D'après le roman Poil de Carotte de Jules Renard
- Directeur de la photographie : Ganzli Walter et André A. Dantan
- Pays de production :  France
- Format : Noir et blanc - Muet
- Genre : Drame
- Durée : 108 minutes / 120 minutes
- Dates de sortie :  
  - France : 22 décembre 1925 (Paris : première)
  - France : 26 février 1926

## Distribution
- André Heuzé : Poil de Carotte
- Henry Krauss : M. Lepic
- Charlotte Barbier-Krauss : Mme Lepic
- Fabien Haziza : Félix Lepic
- Suzanne Talba : Maria
- Renée Jean : Ernestine
- Yvette Langlais : Mathilde
- Nora Sylvère

## Autour du film
- Julien Duvivier tournera une seconde adaptation au cinéma en 1932.